# André Soulier
 (mars 2021).
Si vous disposez d'ouvrages ou d'articles de référence ou si vous connaissez des sites web de qualité traitant du thème abordé ici, merci de compléter l'article en donnant les références utiles à sa vérifiabilité et en les liant à la section « Notes et références ».
Pour les articles homonymes, voir Soulier.
André Soulier, né le 18 octobre 1933 dans le 4e arrondissement de Lyon (Rhône), est un avocat et homme politique français.

## Biographie
André Soulier est un avocat et homme politique lyonnais. Après des études supérieures au lycée du Parc puis à Sciences Po Lyon puis à l'université de Lyon III, en 1959 il entre au barreau de Lyon, dont il est le doyen en 2021. Il exerce également à Paris et Bruxelles.
Sa carrière d'avocat connait comme principales affaires, l'acquittement de Jean-Marie Deveaux en 1969 qui lui vaut l'ébauche de la loi sur l'indemnisation des personnes acquittées.
Il fait également partie de la défense du gang des Lyonnais aux côtés de Joannès Ambre.
Il est l'avocat de la famille Mérieux dans l'enlèvement de Christophe Mérieux en 1977. Michel Platini est son client dans l'affaire de la caisse noire de l'ASSE en 1989 ainsi que le président de la Fédération française de football dans l'affaire du Stade Furiani en 1992. Il conseille également Lech Wałęsa.
Il est avocat des parties civiles de 87 victimes du crash du Mont Sainte-Odile et de 52 victimes de l'incendie de la discothèque du 5-7.
En parallèle il participe activement a la vie politique lyonnaise.
Sa carrière politique prend forme sous Francisque Collomb, dès 1977 il est adjoint au maire pour devenir en 1983 premier adjoint à la mairie de Lyon. Pendant cette période il est parallèlement vice-président de la COURLY.
Sur la scène régionale, il occupe le poste de conseiller régional de 1977 à 1983 pour ensuite devenir vice-président de la région en 1983.
Entre 1992 et 1999 il est député européen, et occupe le poste de questeur du parlement européen.
Il rompt avec le parti Démocratie libérale en 1998, reprochant à ses dirigeants des alliances avec l’extrême droite.
Il fait son retour sur la scène municipale à la fin du mandat de Michel Noir pour occuper sous le mandat de Raymond Barre le poste d'adjoint au rayonnement international et au tourisme. Il organise notamment le G7 à Lyon en 1996.
Il a également été maire de la commune de Villié-Morgon dans le Beaujolais entre 1970 et 1977.
En 2016, André Soulier exerce encore son métier d'avocat mais s'est retiré de la vie politique malgré le soutien apporté lors des Municipales de 2014 à Thierry Philip, maire du 3e arrondissement de Lyon, puis à Gérard Collomb.
André Soulier a été choisi par  Philippe Barbarin, l'archevêque de Lyon, pour le défendre dans le cadre de la plainte déposée par plusieurs victimes accusant les archevêques successifs de Lyon d'avoir couvert les actes pédophiles du père Bernard Preynat.
André Soulier est également impliqué dans le monde du Football. Il a été le président du Conseil national de l'éthique où il condamne Bernard Tapie dans l’Affaire VA-OM notamment.
Il se prononce ensuite contre la remontée du club marseillais en première division, la DNCG qu’il préside alors lui interdisant de remonter en Division 1 étant donné l'existence d'une dette de 250 millions de francs.

## Détail des fonctions et des mandats
Mandats parlementaires
- 17 août 1992 - 18 juillet 1994 : député européen
- 19 juillet 1994 - 19 juillet 1999 : député européen
- Conseiller municipal
- 1970-1977 : maire de Villié-Morgon
- 1977-1983 : adjoint au maire de Lyon
- 1983-1989 : premier adjoint à la ville de Lyon
- 1977-1989 / 1995-2001 : vice-président de la communauté urbaine de Lyon
- 1989-2001 : conseiller à la communauté urbaine de Lyon
- 1977-1983 / 1986-1992 : conseiller régional de Rhône-Alpes
- 1983-1986 : vice-président du conseil Régional de Rhône-Alpes.
- 1995-2001 : adjoint à la mairie de Lyon chargé du rayonnement international et du tourisme

## Décoration
- Officier de l'ordre national du Mérite Il est promu officier par décret du 2 mai 2012 [5]. Il était chevalier du 20 janvier 1994.

## Controverses
En 2019, André Soulier est accusé d'avoir fait preuve de discrimination à l'embauche à l'encontre d'une jeune avocate enceinte, mais est ensuite mis hors de cause à titre personnel.